# Гончаров, Александр Александрович
Алекса́ндр Алекса́ндрович Гончаро́в (8 января 1952, Моршанск, Тамбовская область — 9 июля 2016, Тамбов) — советский легкоатлет, специалист по бегу на средние дистанции. Выступал на всесоюзном уровне в 1970-х годах, серебряный и бронзовый призёр чемпионатов СССР, победитель первенств всесоюзного и всероссийского значения, участник Всемирной Универсиады в Софии. Представлял Тамбов и спортивное общество «Буревестник». Мастер спорта СССР. Преподаватель физического воспитания в Тамбовском государственном университете.

## Биография
Александр Гончаров родился 8 января 1952 года в городе Моршанске Тамбовской области РСФСР. Занимался лёгкой атлетикой в Тамбове, выступал за добровольное спортивное общество «Буревестник».
Первого серьёзного успеха на всесоюзном уровне добился в сезоне 1974 года, когда на зимнем чемпионате СССР в Москве выиграл бронзовую медаль в зачёте бега на 800 метров.
В 1976 году с личным рекордом 1:17.9 одержал победу в беге на 600 метров на соревнованиях в помещении в Москве, тогда как в дисциплине 800 метров с результатом 1:47.5 выиграл всесоюзные соревнования в Киеве. На чемпионате СССР по эстафетному бегу в Ереване с командой «Буревестника» стал серебряным призёром в программе эстафеты 4 × 400 метров, уступив лишь команде Вооружённых сил.
В 1977 году в дисциплине 800 метров завоевал бронзовую медаль на чемпионате СССР в Москве, установив при этом свой личный рекорд — 1:47.28. Будучи студентом, представлял Советский Союз на Всемирной Универсиаде в Софии — дошёл до стадии полуфиналов в беге на 800 метров, вместе с соотечественниками занял пятое место в финале эстафеты 4 × 400 метров.
Окончил факультет физического воспитания Тамбовского государственного педагогического института. После завершения спортивной карьеры работал преподавателем физвоспитания в Тамбовском государственном университете.
Умер 9 июля 2016 года в Тамбове в возрасте 64 лет.
Ежегодно в Тамбове проводятся соревнования по лёгкой атлетике памяти А. А. Гончарова.